# Quartier de la Corée
Le quartier de la Corée est un quartier de la commune d'Auderghem en Région de Bruxelles-Capitale.

## Histoire

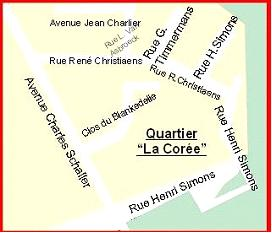
Quartier de "La Corée"

Construit du temps de la guerre de Corée (1950-1953), la population riveraine donna le nom de la Corée à ce quartier, vu qu'ils durent patauger dans la boue durant des mois pour atteindre leur habitation. Les rues du quartier n’étant pas encore pavées avec un temps de surcroît extrêmement pluvieux, ils devaient se frayer un chemin en traversant une terrible couche de boue, qui rappelait les conditions des troupes en zone de guerre.